# Herbert Bexelius
Anton Herbert Bexelius, född 19 november 1892 i Katarina församling, Stockholm, död 2 november 1984 i Oscars församling, Stockholms län, var en svensk hovfunktionär. 

## Biografi
Herbert Bexelius föddes 1892 i Stockholm. Han var son till grosshandlaren Herman Bexelius och Alice Eales. Bexelius blev 1912 underlöjtnant i flottan och 1914 reservkapten. Han var från 1928 till 1950 bankdirektör för Göteborgs handelsbank och blev 1951 överintendent och chef för H. M. konungens hovförvaltning.

### Familj
Bexelius gifte sig 1915 med Marit Westermark (född 1895), dotter till professorn Frans Westermark och Margareta Cnattingius. De fick tillsammans barnen Bo Bexelius (född 1915), Ann-Marie Bexelius (född 1917), Marit Bexelius (född 1919) och Dagmar Bexelius (född 1922).